# ترنووچه (ولیکا پلانا)
ترنووچه (به صربی: Trnovče) یک منطقهٔ مسکونی در صربستان است که در ولیکا پلنا واقع شده‌است. ترنووچه ۱٬۰۶۰ نفر جمعیت دارد.